# Østrup (Dania Południowa)
Østrup – miasto w Danii, w regionie Dania Południowa, w gminie Nordfyn.